# Governo Tăriceanu II
Il Governo Tăriceanu II è stato il decimo governo della Romania post-comunista, il secondo della V legislatura. Fu il secondo esecutivo guidato dal primo ministro Călin Popescu Tăriceanu.

## Cronologia del mandato

### Nomina
In seguito alle elezioni parlamentari del 2004 entrò in carica il governo Tăriceanu I, sostenuto dalla coalizione di centro-destra Alleanza Giustizia e Verità (formata da Partito Nazionale Liberale e Partito Democratico) e da altre forze minori. A partire dall'estate 2005, tensioni crescenti tra il primo ministro Călin Popescu Tăriceanu (PNL) e il presidente della Romania Traian Băsescu (ex leader del PD) portarono ad un graduale allontanamento tra gli alleati.
Al culmine delle dispute, il 26 marzo 2007 il PNL incaricò il premier di cercare nuove alleanze per garantire maggiore stabilità al governo e superare le continue polemiche in seno all'esecutivo. Il 1º aprile 2007 il primo ministro escluse il PD dal consiglio dei ministri e decise di formare un nuovo governo di minoranza composto da PNL e UDMR, basandosi anche sul discontinuo supporto esterno del Partito Social Democratico (PSD), il maggior gruppo di opposizione.
Il PD minacciò di appellarsi alla giustizia contro la scelta di Tăriceanu poiché, secondo la visione del partito, la fine dell'alleanza Alleanza Giustizia e Verità avrebbe dovuto comportare le dimissioni obbligatorie del capo del governo che la coalizione aveva sostenuto. Il premier addossò la responsabilità della crisi al capo di Stato, dichiarando «Un uomo è riuscito da solo, per via delle nostre debolezze, dei liberali e dei democratici, a distruggere una costruzione politica solida, con valori comuni. Purtroppo, quest'uomo è proprio il presidente della Romania».
Il 3 aprile 2007 il nuovo gabinetto ottenne il voto di fiducia da parte del parlamento con 302 voti favorevoli e 27 contrari. Mentre il PSD votò per l'investitura, i parlamentari del PD non parteciparono alla seduta. PNL e UDMR disponevano di poco più del 20% dei seggi in entrambe le camere. Il PSD fornì il proprio sostegno a condizione di ottenere l'applicazione di parte della propria agenda politica, comprendente maggiorazioni per le pensioni e sussidi per la popolazione, oltre al miglioramento dei trattamenti salariali nella pubblica amministrazione.
Il 4 aprile il capo di Stato firmò il decreto per il ritiro dei ministri del PD e la nomina dei loro sostituti, che prestarono giuramento il giorno successivo. In seguito all'insediamento del governo Tăriceanu II, Băsescu definì la nuova composizione un «illegittimo consiglio d'amministrazione di gruppi d'interesse».

### Referendum per la messa in stato d'accusa di Băsescu
Dopo la rottura dell'alleanza tra PNL e PD, il partito di Tăriceanu sostenne l'iniziativa parlamentare lanciata dall'opposizione mirata a sospendere dalle proprie funzioni il presidente della Romania per presunte violazioni della costituzione. Il governo favorì la modifica della legge sul referendum, in modo da rendere meno complessa la revoca del capo di Stato. Il PNL si associò all'opposizione soprattutto per rafforzare la posizione del consiglio dei ministri, che era bersaglio delle invettive di Băsescu sulla classe politica.
Il 5 aprile 2007 la Corte costituzionale asserì che non erano state ravvisate violazioni della costituzione. Malgrado ciò, il 19 aprile le camere decretarono la sospensione di Băsescu fino alla celebrazione di un referendum popolare sulla sua revoca definitiva. Il presidente del senato Nicolae Văcăroiu ne assunse le funzioni ad interim. Il referendum del 19 maggio 2007, però, non raggiunse il quorum e Băsescu rientrò in carica.

### Sospensione del ministro delle comunicazioni
Il 27 aprile 2007 la Direcția de Investigare a Infracțiunilor de Criminalitate Organizată și Terorism annunciò che il ministro delle comunicazioni, Zsolt Nagy (UDMR), era indagato per fuga d'informazioni segrete, che avrebbero avvantaggiato un imprenditore bulgaro per l'assegnazione di alcuni bandi pubblici per servizi di consulenza per la privatizzazione di Poșta Română. In base alle proprie prerogative costituzionali, l'11 giugno 2007 Băsescu dispose la sospensione del ministro, che fu sostituito ad interim da László Borbély. Il 30 luglio entrò in carica il nuovo ministro titolare Iuliu Winkler.
Il 3 luglio 2007 l'UDMR ritirò dal governo anche il vice primo ministro Béla Markó, senza indicare sostituti. Questi dichiarò che lasciava l'incarico per via della sconfitta al referendum per la destituzione del capo di Stato e che era necessario rafforzare la fiducia degli elettori nel partito occupandosi di progetti per la comunità.

### Mozioni di sfiducia

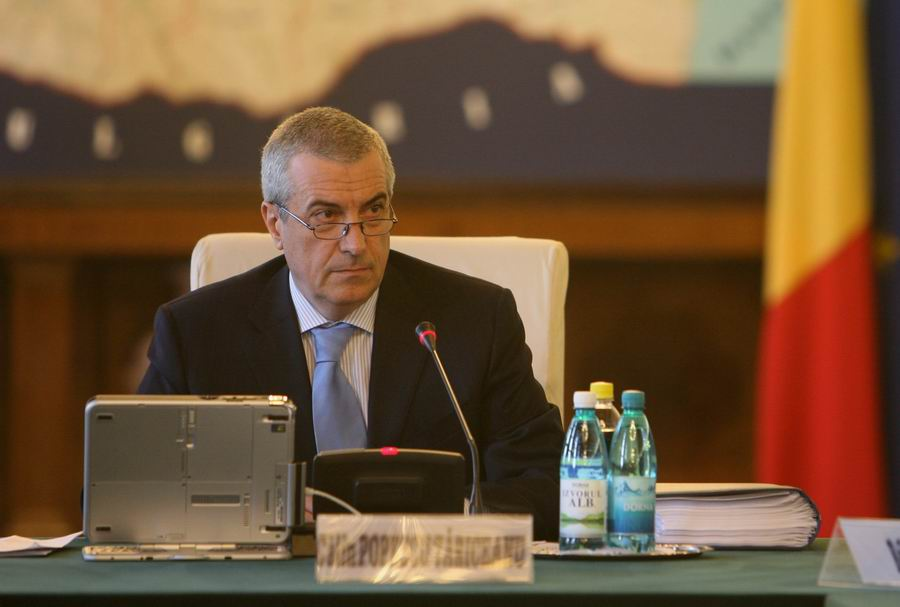
Călin Popescu Tăriceanu durante una seduta del consiglio dei ministri nel maggio 2007.

Il 4 giugno 2007 il PD presentò la prima mozione di sfiducia contro il governo, che fu sottoposta a dibattito e voto da parte del parlamento nella giornata dell'11 giugno. Si espressero a favore 112 parlamentari, mentre 115 votarono contro. PSD e PRM non parteciparono al voto.
Il 28 giugno 2007 la maggioranza approvò in parlamento un progetto di legge proposto dal PSD per la crescita delle pensioni. Nonostante ciò, in apertura della nuova sessione delle camere il PSD presentò una mozione di sfiducia contro il governo. Il 3 ottobre 2007 si espressero a favore 220 parlamentari e contro 152, mentre due schede furono annullate. Per la riuscita della mozione sarebbero stati necessari 232 voti. La questione della sfiducia creò problemi anche in seno al PSD, vista l'indicazione del capo del partito Mircea Geoană di votare contro il governo e quella dell'ex presidente Ion Iliescu, nonché capogruppo del PSD al senato, di sostenere l'esecutivo di Tăriceanu.
Pochi giorni dopo esplose un nuovo scandalo di corruzione riguardante un membro del gabinetto di governo. Il 10 ottobre 2007 la televisione nazionale divulgò un filmato in cui il titolare dell'agricoltura Decebal Traian Remeș riceveva dall'ex ministro Ioan Avram Mureșan una busta contenente 15.000 euro, parte di una tangente da parte di un imprenditore, che avrebbe offerto anche un salume caltaboș (che diede il nome al caso) e della palinca. Già sotto un'inchiesta della Direzione nazionale anticorruzione e colto in flagranza di reato, l'11 ottobre Remeș rassegnò le proprie dimissioni su richiesta del primo ministro. L'incarico fu assegnato all'indipendente Dacian Cioloș.

### Elezioni europee e referendum sull'uninominale
Il 25 ottobre 2007 il presidente Băsescu convocò un referendum, da svolgersi in concomitanza con le elezioni europee, per l'introduzione del voto maggioritario uninominale su due turni per le parlamentari, presentandolo come una soluzione per i mali della politica. Contemporaneamente il governo preparò un proprio progetto di voto uninominale, elaborato dall'associazione Pro Democrazia, che si opponeva a quello del capo di Stato. Il disegno di legge stabiliva l'introduzione di un sistema misto tra maggioritario e proporzionale, che prevedeva la creazione di collegi uninominali che, su turno unico, avrebbero coperto il 50% degli eletti del futuro parlamento, mentre la restante parte sarebbe stata redistribuita in modo proporzionale. Un emendamento presentato dal PSD e accettato dalla maggioranza contemplava l'utilizzo dello stesso sistema uninominale anche per l'elezione dei presidenti dei consigli distrettuali.
Il 29 ottobre 2007 Tăriceanu mise la fiducia in parlamento sul proprio modello di legge elettorale, mentre l'opposizione rinunciò a presentare una mozione di sfiducia. Il 21 novembre Băsescu si rivolse alla Corte costituzionale contro la legge proposta dal governo.
Il voto del 25 novembre 2007 restituì la vittoria del PD alle europee, mentre il referendum fallì per il mancato raggiungimento del quorum.
Il 3 dicembre 2007 il ministro delle comunicazioni Iuliu Winkler lasciò la propria posizione per assumere quella di eurodeputato. Al suo posto entrò in carica Károly Borbély.
Il 12 dicembre 2007 la Corte costituzionale ammise il ricorso del capo di Stato e decretò che tre articoli della legge elettorale del governo non rispettavano i principi della carta fondamentale, obbligando il parlamento a correggerli. Il governo, quindi, fu costretto a rivedere la variante su cui aveva messo la fiducia.
La forma finale della nuova legge elettorale vide la luce il 4 marzo 2008 con l'approvazione da parte delle camere. Il provvedimento prevedeva l'elezione a turno unico nei collegi uninominali solamente ai candidati che ottenevano il 50%+1 dei voti, mentre gli altri posti in parlamento sarebbero stati assegnati su base proporzionale (con una ripartizione prima a livello distrettuale e, poi, nazionale). Veniva introdotta una soglia di sbarramento del 5% a livello nazionale, oppure di un minimo di sei collegi uninominali alla camera dei deputati e tre al senato. I presidenti dei consigli distrettuali sarebbero stati eletti su un singolo turno a maggioranza semplice.

### Conflitto sul ministero della giustizia

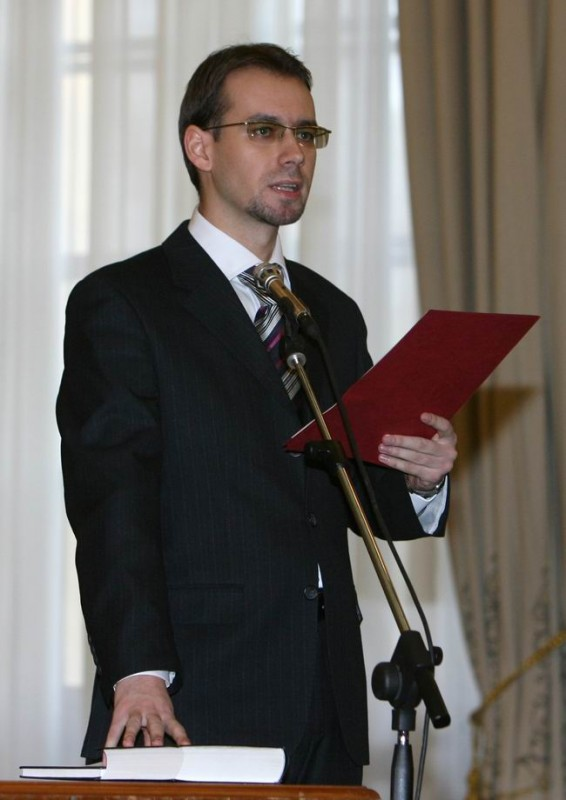
Tudor Chiuariu, ministro della giustizia dall'aprile al dicembre 2007.

Subito dopo le elezioni europee, il 29 novembre 2007, il capo di Stato sollecitò il premier a indicare urgentemente dei nuovi ministri della giustizia e del lavoro, poiché i titolari Tudor Chiuariu e Paul Păcuraru erano indagati in un'inchiesta avviata dalla Direzione nazionale anticorruzione, per cui la procura aveva chiesto al presidente della Romania l'autorizzazione a procedere. Secondo gli inquirenti nel mese di aprile 2007 il guardasigilli avrebbe emesso un atto di governo riguardante il trasferimento illegale di una proprietà da Poșta Română a una società privata.
Il 7 dicembre Băsescu lanciò un ulteriore appello, sottolineando la gravità della situazione in cui un ministro della giustizia in carica sarebbe potuto arrivare in tribunale in qualità di imputato. Chiuariu si dimise il 9 dicembre, lamentando le influenze del presidente della Romania sul suo caso.
Il 17 dicembre 2007 il PNL propose in sua sostituzione Norica Nicolai, ma il capo di Stato rispose all'indicazione solamente tre settimane dopo, il 9 gennaio 2008, rifiutando la nomina. Băsescu giustificò la decisione affermando che il ministro proposto non aveva una carriera professionale e una morale irreprensibili. Il primo ministro ribatté sottolineando la necessità di un ministro titolare in un momento in cui in tema di giustizia la Romania si trovava sotto il controllo del Meccanismo di cooperazione e verifica della Commissione europea. Tăriceanu, perciò, avanzò nuovamente il nome della Nicolai.
L'11 gennaio 2008 il presidente dichiarò che si riteneva costretto a rendere pubbliche alcune informazioni fornite dalla procura generale sul passato della Nicolai relative al periodo 1987-1991, quando era procuratrice presso il tribunale di Oltenița. Nel 1987 avrebbe gestito un'inchiesta nella quale era stato condannato un omonimo dell'accusato. Una volta scoperto lo scambio di persona, il reale imputato sarebbe stato imprigionato sulla base di una modifica apportata al mandato d'arresto firmato dalla Nicolai, senza la celebrazione di un regolare processo. Secondo Băsescu, inoltre, nel 1991 la Nicolai avrebbe rappresentato un cittadino straniero in un caso di adozione di un minore, nonostante tale delega fosse vietata dallo statuto dei procuratori.
Il primo ministro, che sosteneva che il capo di Stato non avesse diritto di veto sulle proprie proposte, si rivolse alla Corte costituzionale, mentre il 15 gennaio 2008 per accelerare la fine della crisi nominò ad interim Teodor Meleșcanu. Il giorno successivo Băsescu, che era stato interpellato dalla procura, trasmise al nuovo ministro della giustizia il proprio parere favorevole sull'autorizzazione a procedere contro otto persone che avevano rivestito funzioni ministeriali. Meleșcanu, tuttavia, invocò problemi procedurali nel passaggio degli atti alle autorità giudiziarie. Il capo di Stato, a sua volta, chiamò in ballo un presunto abuso in servizio e minacciò il ministro di sospensione. Meleșcanu, infine, notificò Direzione nazionale anticorruzione e procura generale, con la menzione che il suo ministero declinava ogni responsabilità sulla decisione. Tra le personalità incluse nel documento vi era anche il ministro del lavoro Paul Păcuraru.
Il 7 febbraio 2008 la Corte costituzionale si pronunciò sull'appello del capo del governo, constatando che il presidente aveva diritto di rifiutare la nomina di un ministro una sola volta, fornendo le rispettive motivazioni. Tra le ipotesi per uscire dalla crisi prese in considerazione da Tăriceanu vi fu la conferma alla giustizia di Meleșcanu e il trasferimento di Radu Stroe a capo del ministero della difesa, ma il presidente della Romania negò la possibilità di sostituire il ministro della difesa a un mese di distanza dal vertice NATO di Bucarest. La situazione si risolse solamente il 29 febbraio 2008, quando Băsescu accettò la proposta di Cătălin Predoiu come nuovo ministro della giustizia.

### Inizio del 2008
Il 31 gennaio 2008 la Corte costituzionale dichiarò incostituzionale parte della legge del 1999 sul Consiglio nazionale per lo studio degli archivi della Securitate (CNSAS), sospendendo temporaneamente l'emissione dei verdetti sull'eventuale collaborazione con la polizia politica comunista da parte di diverse personalità. Facendo seguito alle proteste di varie associazioni civiche, che si erano rivolte anche all'avvocato del popolo, il 6 febbraio governo intervenne con un'ordinanza d'urgenza che permise l'esercizio provvisorio delle funzioni del CNSAS fino all'allineamento con il quadro legislativo definito dalla sentenza della Corte.
L'11 aprile 2008 il ministro degli esteri Adrian Cioroianu, già criticato dalla stampa, diede le dimissioni in conseguenza della morte di un cittadino rumeno in un carcere polacco, poiché il ministero non era riuscito ad evitare la tragedia e a chiarire le circostanze del decesso. Il suo posto fu preso da Lazăr Comănescu.

### Sospensione del ministro del lavoro
Alla fine del 2007 Paul Păcuraru era accusato dalla DNA di traffico d'influenza, per aver messo pressione su un collega di partito al fine di agevolare la conferma dell'incarico di un ispettore del lavoro del distretto di Gorj in cambio dell'assegnazione di un appalto pubblico all'azienda del figlio. Il presidente della Romania, però, non poté procedere subito alla sua sospensione come fatto precedentemente nel caso di altri ministri, poiché una sentenza della Corte costituzionale dell'11 marzo 2008 decretò che per deputati e senatori era necessaria l'autorizzazione a procedere della camera di cui facevano parte.
Il senato si espresse solamente il 26 agosto 2008, permettendo l'avvio dell'inchiesta e la sospensione dalla funzione di ministro da parte del presidente, che divenne effettiva il 23 settembre 2008. Al suo posto il primo ministro indicò Mariana Câmpeanu.
Il 24 settembre 2008 Băsescu si rivolse alla camere per un messaggio sullo stato della nazione, reclamando l'avvio delle procedure per l'adozione dell'euro, criticando la definizione dei collegi uninominali per le elezioni del 2008 da parte del governo e lanciando dei proclami contro la corruzione.

### Legge sulla maggiorazione del salario dei professori

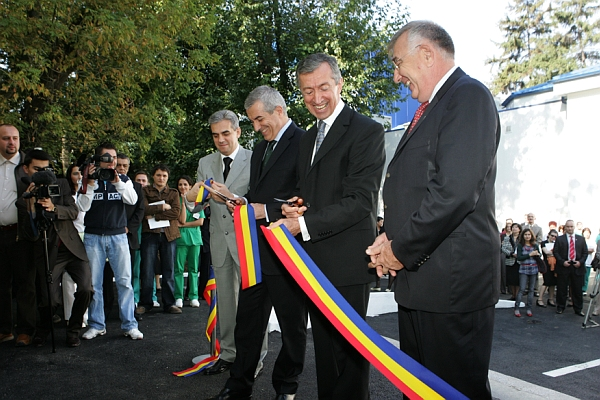
Il ministro della salute Eugen Nicolăescu (primo da sinistra) e il primo ministro Călin Popescu Tăriceanu (secondo da sinistra) inaugurano un ospedale a Bucarest nell'ottobre 2008.

Il 30 settembre 2008, nonostante le raccomandazioni contrarie del governo, il parlamento approvò con una larga maggioranza un progetto del PSD (legge 221/2008) che prevedeva l'aumento dei salari per i dipendenti della pubblica istruzione del 50%. Tăriceanu si scagliò contro la decisione, ritenuta irrealistica in un contesto d'incipiente crisi economica, a causa dell'impatto sul bilancio dello Stato. Secondo un'analisi del Jurnalul Național il totale delle spese sociali per le leggi proposte dal PSD (riguardanti rimborsi,sovvenzioni, pensioni, salari del settore pubblico e sussidi) e votate anche dalla maggioranza nel corso 2008, comprensivo della maggiorazione degli stipendi dei professori, ammontava a 3,85 miliardi di euro.
Il 4 ottobre il premier decretò la revoca del ministro dell'istruzione Cristian Adomniței, reo di non aver agito per limitare i potenziali danni della legge sul piano economico e per aver votato a favore della sua adozione in qualità di deputato, nonostante le indicazioni del partito. Il 7 ottobre lo sostituì Anton Anton.
Il 27 ottobre 2008 il capo di Stato esortò anche altre categorie professionali a chiedere aumenti, ricevendo il biasimo del primo ministro. Il giorno successivo il governo emanò un'ordinanza d'urgenza (OUG 136/2008) che posticipava al 1º aprile 2009 l'applicazione della legge. Băsescu si rivolse alla Corte costituzionale, che il 12 novembre riconobbe la non validità dell'ordinanza di governo. Il 10 novembre 2008, comunque, il parlamento aveva già rigettato l'OUG 136/2008. Nella stessa giornata il governo aveva prodotto una nuova ordinanza che prevedeva aumenti graduali fino a 28% in due fasi al 1º marzo e al 1º settembre 2009.
La legge 221/2008 non fu mai applicata secondo la variante approvata dal parlamento e fu abrogata dal successivo governo, che promosse la legge sulla salarizzazione unica dei dipendenti pubblici (legge 330/2009).

### Fine mandato
Il 30 novembre 2008 si celebrarono le prime elezioni parlamentari secondo la legge sul voto maggioritario uninominale, caratterizzate da un pareggio tra il Partito Democratico Liberale e il PSD. Il PNL passò all'opposizione.
Complessivamente, nel corso dei quattro anni di mandato del primo ministro Tăriceanu (2004-2008), il PIL registrò costantemente una crescita compresa tra il 4,2% e l'8,5%. Con il supporto parlamentare del PSD, dal 2007 fu realizzata la maggiorazione delle pensioni e dei salari degli impiegati statali, oltre al varo di grandi piani di assunzione, che portarono il numero dei dipendenti pubblici a 1,4 milioni di persone. Tali misure, tuttavia, furono realizzate in una situazione di deficit pubblico, che peggiorò le condizioni economiche a lungo termine, specialmente dopo l'arrivo della crisi che colpì tutta l'Europa.

## Attività del governo
Prodotto interno lordo a parità di potere d'acquisto, in miliardi di dollariAnno010020030040020042005200620072008PIL a parità di potere d'acquisto
Fonte: Fondo monetario internazionale
Variazione percentuale del Prodotto interno lordoAnno02468101220042005200620072008Variazione percentuale del PIL
Fonte: Fondo monetario internazionale
Variazione percentuale del tasso d'inflazioneAnno02468101220042005200620072008Variazione percentuale
Fonte: Fondo monetario internazionale
Variazione percentualeAnno0102030405020042005200620072008Variazione percentuale ImportazioniVariazione percentuale Esportazioni
Fonte: Fondo monetario internazionale
Variazione percentuale del deficit del conto delle partite correnti della bilancia commercialeAnno-15-12-9-6-3020042005200620072008Variazione percentuale
Fonte: Fondo monetario internazionale
Percentuale della forza lavoroAnno024681020042005200620072008Percentuale della forza lavoro
Fonte: Fondo monetario internazionale

### Misure economiche

#### Politica economica e fiscale
Il governo Tăriceanu II si trovò a sostenere l'applicazione di un proprio programma di liberalizzazione dell'economia e di correlarlo alla contemporanea attuazione di misure di assistenzialismo sociale, al fine di ottenere il sostegno parlamentare del PSD. Tra i primi atti parlamentari successivi all'espulsione del PD dall'esecutivo, il 28 giugno 2007 la maggioranza votò un piano per l'aumento del punto base per il calcolo delle pensioni proposto dal PSD. La minima crebbe al 37,5% del salario medio lordo per il 2008, mentre nel 2009 fu alzata al 45%. Le pensioni degli agricoltori crebbero del 50% a partire dal 1º settembre 2007, mentre quelle delle altre categorie del 5%.
Secondo l'Istituto nazionale di statistica alla fine del 2007 il PIL era aumentato del 6,9% rispetto all'anno precedente (toccando la somma di 121 miliardi di euro), gli investimenti del 29% (18 miliardi) e l'inflazione si era assestata al 5%. Grazie all'ingresso nell'Unione europea del 2007, che aveva permesso una maggiore mobilità del mercato del lavoro, i rumeni occupati all'estero avevano inviato nel paese di origine 7 miliardi di euro, una cifra pari al 14% del PIL e che rappresentava un aumento del 66% rispetto al 2006. Nel 2008 tale somma arrivò a 9 miliardi.
Il 10 ottobre 2007 il governo approvò il progetto per la legge di bilancio del 2008, che prevedeva una crescita del PIL del 6,5% (arrivando a 138 miliardi di euro), il calo dell'inflazione al 3,8% e un deficit pubblico al 2,7% del PIL. Gli analisti del governo si aspettavano entrate per 174,2 miliardi di lei (pari al 39,6% del PIL) ed uscite per 186,2 miliardi di lei (pari al 42,3% del PIL). La legge fu votata dal parlamento il 20 dicembre 2007.
Nel 2007 Tăriceanu sostenne l'introduzione di una speciale tassa ambientale, applicata per tutte le nuove auto immatricolate in Romania. L'imposta fu motivata dal desiderio di limitare le emissioni di anidride carbonica e di prevenire una massiccia vendita di auto di seconda mano a discapito di quelle nuove. Nel 2008 la tassa fu modificata senza, tuttavia, essere in linea con i requisiti dell'Unione europea, che aprì una procedura di infringement contro la Romania. Il 19 febbraio 2008 l'opposizione adottò alla camera dei deputati una mozione semplice per l'annullamento della tassa d'immatricolazione per i veicoli portati in Romania dall'estero, che erano già registrati presso le motorizzazioni dei paesi di provenienza. Secondo i partiti lo Stato avrebbe dovuto restituire le somme già pagate dai cittadini.
Nel 2008 la maggioranza votò al fianco del PSD numerosi provvedimenti volti a sostenere il reddito della popolazione, malgrado i costi per il bilancio pubblico. Furono votate le norme per la reversibilità del 25% della pensione del coniuge deceduto; per la conversione dei biglietti di viaggio non utilizzati in buoni di valore; per la concessione di gratuità per abbonamenti a TV e spettacoli; per il raddoppiamento delle somme dei tagliandi per i trattamenti balneari dei pensionati; per i sussidi per i minori fino a 16 anni; per l'aiuto ai giovani per l'acquisto o per l'affitto di abitazioni. Le pensioni crebbero in media del 20%, gli stipendi dei professori del 9% e dei poliziotti del 20%. Nell'ottobre 2008 il governo rialzò il valore del salario minimo consentito dalla legge da 500 a 540 lei.
Su pressione del PSD il senato approvò una normativa che prevedeva che gli inquilini delle case nazionalizzate dal regime comunista e restituite ai vecchi proprietari secondo la legge 247/2005 non potessero essere sfrattati. Come misura di compensazione le amministrazioni locali avrebbero corrisposto ai proprietari la differenza di prezzo tra l'effettivo affitto pagato e il suo valore di mercato. La camera dei deputati votò una mozione semplice per le sovvenzioni agli agricoltori per 450 lei per ettaro posseduto, mentre il governo alzò la cifra a 600 lei. Il deficit pubblico passò dallo 0,8% del PIL del 2005 al 5,7% del 2008. Per far fronte all'aumento della spesa pubblica i governi successivi si ritrovarono a dover inasprire le politiche fiscali.
L'ultima legge di bilancio approvata dal governo, il 29 ottobre 2008, prospettava per l'anno successivo una crescita del 6% e un deficit pubblico del 2% del PIL.
Secondo Tăriceanu, che presentò il rapporto di fine mandato nel 2008, il programma di governo era stato compiuto al 95%. In base ai dati presentati dal primo ministro il reddito pro capite era pari a 6.500 euro, il salario medio netto mensile era cresciuto del 118% (passando dai 599 lei del 2004 ai 1.308 lei del 2008), il punto base per il calcolo delle pensioni era aumentato di 2,4 volte (passando dai 286,9 lei del 2004 ai 697,5 lei del 2008). Con 600.000 assunti tra il 2004 e il 2008 la disoccupazione era scesa. Il primo ministro affermò che in base all'analisi della commissione nazionale di prognosi economica il PIL aveva registrato una crescita record nei primi tre anni di governo: +4,1% (2005), +7,7% (2006) e +6,1% (2007, la maggiore in Europa). Secondo gli stessi dati l'inflazione aveva avuto un andamento decrescente rispetto ad inizio mandato: 8,6% (2005), 4,8% (2006) e 6% (2007). Il valore dei salari era salito del 14,3% (2005), 9% (2006) e 13% (2007). Il primo ministro sosteneva anche che nel corso dei suoi quattro anni di governo il valore degli investimenti esteri era doppio rispetto all'intero periodo 1990-2004 e che il PIL del 2008 (stimato sui 138 miliardi di euro) era del 60% superiore rispetto al 2004.

#### Risposta alla crisi economica globale
Il massiccio influsso di capitale estero, in concorso con la crescita del debito privato, però, rese la Romania vulnerabile alla crisi economica globale del 2008. La mancanza di stretti controlli sulle politiche per la concessione del credito ai cittadini, inoltre, favorì l'emergere di una bolla immobiliare, che ebbe ripercussioni negli anni successivi.
Pur negandone gli effetti iniziali, il governo si ritrovò a dover fare fronte alla crisi economica nel corso del 2008. I titoli azionari andarono incontro al deprezzamento (la borsa di Bucarest perse l'11% di capitalizzazione in un solo giorno, dopo il fallimento di Lehman Brothers del settembre 2008), il valore degli immobili scese del 40%, il mercato delle auto crollò del 26,8% e molte aziende posticiparono l'applicazione dei propri piani d'investimento. Malgrado la crescita del PIL di oltre 8 punti percentuali nel primo semestre del 2008, la produzione industriale registrò una flessione nell'ultimo trimestre. Il primo mese di contrazione della produzione fu l'ottobre 2008 (-0,7% su settembre), mentre le vendite al dettaglio scesero del 20%. Nel corso dell'anno la Banca nazionale della Romania intervenne tre volte per il rialzo del tasso ufficiale di sconto, in modo da scoraggiare il credito, stimolare l'apprezzamento del leu e limitare l'inflazione. 
Nonostante la crescita economica generale, il governo concluse il proprio mandato con un saldo negativo della bilancia commerciale (che crebbe dall'8,4% del 2004 al 13,8% del 2007), con un balzo del deficit pubblico (5,7% del PIL nel 2008) e un rapporto debito/PIL cresciuto del 13,6% nel solo 2008, il peggiore d'Europa in quell'anno. 

#### Finanziamento europeo
Grazie all'adesione all'Unione europea, la Romania riuscì ad accedere ai fondi strutturali e di investimento, ma a causa di ritardi nell'implementazione dei propri programmi nel 2007 non ottenne alcun finanziamento, malgrado un patrimonio di 1,2 miliardi di euro messo a disposizione dalle autorità di Bruxelles, mentre contribuì al bilancio dell'Unione con 1,1 miliardi di euro.
I primi contratti per l'utilizzo dei fondi strutturali furono firmati il 22 aprile 2008 e consentirono un finanziamento di 22,5 milioni di euro per la riabilitazione di alcune strade dei distretti di Harghita e Gorj.
In base al rapporto sul bilancio dell'UE pubblicato il 23 settembre 2008, in quell'anno la Romania ricevette fondi per 2,66 miliardi a fronte di un contributo di 1,2 miliardi.

#### Privatizzazioni e infrastrutture
L'11 giugno 2007 il governo completò la cessione di Electrica Muntenia Sud a Enel, che acquisì il 67,5% della società per 395 milioni di euro. Gli acquirenti si impegnavano a investire nell'azienda altri 425 milioni.
Il 6 novembre 2007 l'Autorità per la valorizzazione degli attivi dello Stato (AVAS) vendé l'Electroputere Craiova al gruppo Al Arrab Contracting Company per 120 milioni di euro, di cui 60 per coprire i debiti della società e 23 di investimenti garantiti.
Il 19 marzo 2008 la Ford acquistò la fabbrica di automobili di Craiova, che nel 2006 era stata prelevata dallo Stato dopo la cessione della Daewoo a General Motors. L'azienda statunitense acquisì il 72,4% della società per 57 milioni di euro, cui andavano aggiunti 675 milioni per l'ammodernamento dell'impianto. Tra gli altri impegni contrattuali il numero di dipendenti sarebbe dovuto crescere da 3.000 a 7.000. L'Unione europea aveva calcolato che la società aveva beneficiato di aiuti di Stato per 27 milioni di euro, che l'azienda era obbligata a restituire.
Il 24 settembre 2008 fu inaugurata a Jucu la fabbrica Nokia, che prometteva un investimento di 60 milioni di euro.
Sul piano delle infrastrutture il governo non riuscì a compiere le proprie promesse elettorali. L'unico tratto di autostrada inaugurato tra il 2005 e il 2008 fu una sezione di 15,2 km intorno a Pitești. Il ministero dei trasporti avviò i lavori per l'autostrada A3 tra Bucarest e Ploiești e continuò quelli per l'autostrada della Transilvania.
Il 12 novembre 2008 fu adottata una decisione di governo che decretava la conversione del contratto di esplorazione siglato tra Agenzia nazionale per le risorse minerarie e Sterling Resources, risalente al 2007, in contratto di concessione per lo sfruttamento dei giacimenti di gas e petrolio in un'area del Mar Nero che era contesa dall'Ucraina e che era stata assegnata alla Romania dalla Corte internazionale di giustizia. Lo stato rumeno avrebbe ricevuto come pagamento una royalty tra il 3,5 e il 13,5% del valore del materiale estratto.

### Relazioni internazionali

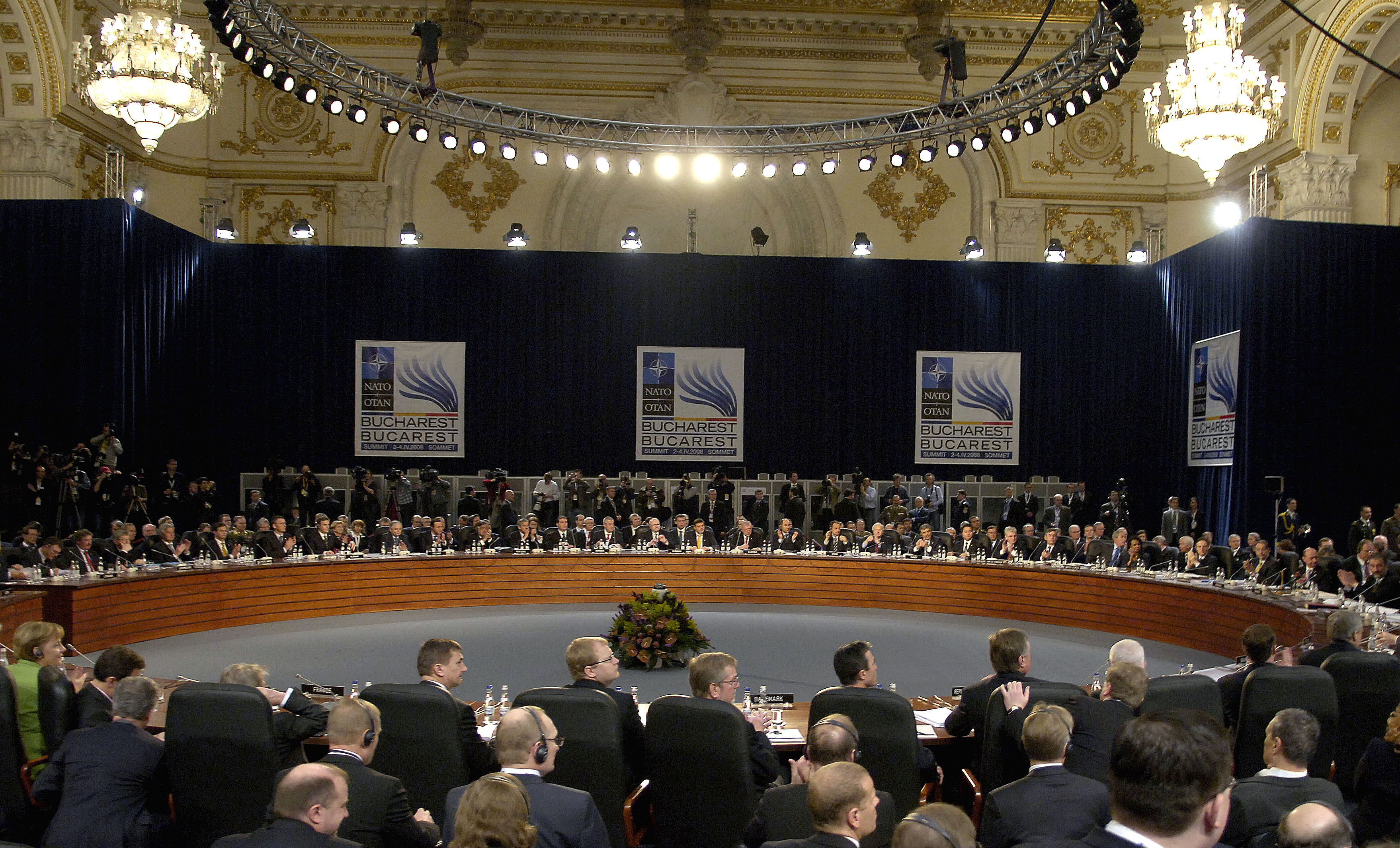
Il vertice NATO tenutosi al Palazzo del Parlamento (Bucarest) tra il 2 e il 4 aprile 2008.

Dal 2007 la Romania beneficiò dell'ingresso nell'Unione europea, che ebbe riflessi positivi sul piano economico e delle relazioni internazionali. Il rapporto di monitoraggio del 23 luglio 2008 nel quadro del Meccanismo di cooperazione e verifica, però, criticò la lentezza dei progressi nel campo della giustizia. Secondo le autorità europee le principali inchieste per corruzione erano bloccate da motivi procedurali e burocratici (indugi nelle autorizzazioni a procedere da parte del parlamento, o invalidamenti delle decisioni dei tribunali da parte della procura dell'Alta corte di cassazione e giustizia) che ostacolavano una reale riforma. La Commissione europea, invece, riteneva efficace il lavoro della Direzione nazionale anticorruzione, pur condannando l'indulgenza delle pene comminate e la politicizzazione della giustizia.
Il 16 dicembre 2007, in procinto della proclamazione unilaterale dell'indipendenza del Kosovo, il ministro degli esteri Adrian Cioroianu visitò la Serbia, dichiarando che la Romania non avrebbe riconosciuto l'autonomia della regione. La questione fu ripresa il 4 febbraio 2008 in occasione della firma di una dichiarazione comune per la creazione di un partenariato strategico tra Romania e Francia, quando il presidente Nicolas Sarkozy affermò che il suo paese avrebbe fornito il proprio appoggio agli indipendentisti. Nonostante le frizioni diplomatiche sull'argomento con le autorità di Francia, Stati Uniti, Regno Unito e Germania, il 18 febbraio 2008 il parlamento rumeno adottò una dichiarazione che si opponeva all'indipendenza del Kosovo.
Sul piano delle relazioni con gli Stati Uniti e la NATO, Băsescu considerò una priorità l'allineamento della Romania ai grandi paesi occidentali. Il 2 aprile 2008 il presidente rumeno incontrò a Neptun quello americano George W. Bush, che ringraziò la Romania per l'aiuto sui teatri di guerra di Iraq e Afghanistan.
Fra il 2 e il 4 aprile 2008 Bucarest ospitò il vertice NATO, cui presero parte 48 capi di Stato, che decretò la creazione di uno scudo antimissile in Romania e le ammissioni di Albania e Croazia all'alleanza.

## Appoggio parlamentare e composizione
Il governo Tăriceanu II nacque come continuatore del precedente governo Tăriceanu I e contò, come nel precedente esecutivo, sul supporto del Partito Nazionale Liberale (PNL) (centro-destra) e dell'Unione Democratica Magiara di Romania (UDMR) (rappresentante della minoranza ungherese in Romania). A differenza del precedente governo, nell'aprile del 2007 il Partito Democratico (PD) aveva deciso di lasciare la coalizione e passare all'opposizione. Perdendo l'appoggio del PD, quindi, Tăriceanu decise di formare un instabile governo minoritario con l'UDMR, confidando per la propria sopravvivenza sul discontinuo supporto esterno del Partito Social Democratico (PSD) (centro-sinistra), del Partito Grande Romania (PRM) (estrema destra) e di altri gruppi minori.
Nel dicembre del 2007 il PD di Emil Boc, insieme all'ala scissionista del PNL guidata da Theodor Stolojan (il Partito Liberale Democratico (PLD), nato nel 2006) diede vita al Partito Democratico Liberale (PD-L), nuovo soggetto politico di opposizione sostenuto anche dal presidente della repubblica Traian Băsescu.
| Carica | Titolare                                                          | Titolare                                        | Partito      |
| --- | ----------------------------------------------------------------- | ----------------------------------------------- | ------------ |
| Primo ministro |                                                                   | Călin Popescu Tăriceanu                         | PNL          |
| Ministro di stato per il coordinamento delle attività nel campo della cultura, dell'istruzione e dell'integrazione europea |                                                                   | Béla Markó (fino al 3 luglio 2007)              | UDMR         |
| Ministro della giustizia                                                                                                   |                                                                   | Tudor Chiuariu (fino al 10 dicembre 2007)       | PNL          |
| Ministro della giustizia                                                                                                   | Teodor Meleșcanu (ad interim; dal 15 gennaio al 29 febbraio 2008) |                                                 | PNL          |
| Ministro della giustizia                                                                                                   |                                                                   | Cătălin Predoiu (dal 29 febbraio 2008)          | Indipendente |
| Ministro della difesa nazionale                                                                                            |                                                                   | Teodor Meleșcanu                                | PNL          |
| Ministro della cultura e dei culti                                                                                         |                                                                   | Adrian Iorgulescu                               | PNL          |
| Ministro dell'agricoltura e dello sviluppo rurale                                                                          |                                                                   | Decebal Traian Remeș (fino all'11 ottobre 2007) | PNL          |
| Ministro dell'agricoltura e dello sviluppo rurale                                                                          |                                                                   | Dacian Cioloș (dall'11 ottobre 2007)            | Indipendente |
| Ministro della salute pubblica                                                                                             |                                                                   | Eugen Nicolăescu                                | PNL          |
| Ministro degli affari esteri                                                                                               |                                                                   | Adrian Cioroianu (fino all'11 aprile 2008)      | PNL          |
| Ministro degli affari esteri                                                                                               |                                                                   | Lazăr Comănescu (dal 14 aprile 2008)            | Indipendente |
| Ministro dell'economia e delle finanze                                                                                     |                                                                   | Varujan Vosganian                               | PNL          |
| Ministro del lavoro, della famiglia e delle pari opportunità                                                               |                                                                   | Paul Păcuraru (fino al 23 settembre 2008)       | PNL          |
| Ministro del lavoro, della famiglia e delle pari opportunità                                                               | Mariana Câmpeanu (dal 25 settembre 2008)                          |                                                 | PNL          |
| Ministro dell'ambiente e dello sviluppo sostenibile                                                                        |                                                                   | Attila Korodi                                   | UDMR         |
| Ministro dei trasporti |                                                                   | Ludovic Orban                                   | PNL          |
| Ministro degli interni e della riforma amministrativa                                                                      |                                                                   | Cristian David                                  | PNL          |
| Ministro dello sviluppo, dei lavori pubblici e delle abitazioni                                                            |                                                                   | László Borbély                                  | UDMR         |
| Ministro dell'educazione, della ricerca e della gioventù                                                                   |                                                                   | Cristian Adomniței (fino al 6 ottobre 2008)     | PNL          |
| Ministro dell'educazione, della ricerca e della gioventù                                                                   | Anton Anton (dal 6 ottobre 2008)                                  |                                                 | PNL          |
| Ministro delle comunicazioni e della tecnologia informatica                                                                |                                                                   | Zsolt Nagy (fino all'11 giugno 2007)            | UDMR         |
| Ministro delle comunicazioni e della tecnologia informatica                                                                | László Borbély (ad interim; dal 19 giugno al 30 luglio 2007)      |                                                 | UDMR         |
| Ministro delle comunicazioni e della tecnologia informatica                                                                | Iuliu Winkler (dal 30 luglio al 10 dicembre 2007)                 |                                                 | UDMR         |
| Ministro delle comunicazioni e della tecnologia informatica                                                                | Károly Borbély (dal 10 dicembre 2007)                             |                                                 | UDMR         |
| Ministro per la piccola e media impresa, il commercio, il turismo e le professioni liberali                                |                                                                   | Ovidiu Silaghi                                  | PNL          |
| Ministro con delega ai rapporti con il Parlamento                                                                          |                                                                   | Mihai Voicu                                     | PNL          |